# Parafia wojskowa św. Alberta Chmielowskiego w Opolu
Parafia Garnizonowa pw. św. Alberta Chmielowskiego w Opolu znajduje się od 2013 roku w Dekanacie Inspektoratu Wsparcia Sił Zbrojnych Ordynariatu Polowego Wojska Polskiego (do 6-12-2011 roku parafia należała do Śląskiego Dekanatu Wojskowego). 
Erygowana 16 czerwca 1994 roku. Mieści się przy ulicy Domańskiego.
Proboszczem parafii (od sierpnia 2013) jest ks. kpt. Sebastian Semrau.